# Tercera divisió espanyola de futbol 2011-2012
La temporada 2011/12 és la 75a edició de la Tercera Divisió. Començà el 20 d'agost de 2011 (molts grups ho van fer una setmana més tard) i finalitzarà el 13 de maig de 2012.
Aquest torneig està organitzat per les diferents federacions autonòmiques de futbol, coordinats per la Reial Federació Espanyola de Futbol (RFEF). La disputen un total de 363 equips, dividits per comunitats autònomes en 18 grups de 20 equips cadascun, tot i que alguns grups tenen 19, 21 o 22 equips.

## Equips participants dels Països Catalans, temporada 2011-12
Els equips del Principat, del País Valencià i de les Illes estan enquadrats als grups 5, 6 i 11, respectivament.

### Grup 5 (Catalunya)
| Equip            | Nom oficial                            | Fundació | Població                           | Comarca              | Província |
| ---------------- | -------------------------------------- | -------- | ---------------------------------- | -------------------- | --------- |
| Amposta          | Club de Futbol Amposta                 | 1915     | Amposta                            | el Montsià           | Tarragona |
| Balaguer         | Club de Futbol Balaguer                | 1945     | Balaguer                           | la Noguera           | Lleida    |
| Castelldefels    | Unió Esportiva Castelldefels           | 1948     | Castelldefels                      | el Baix Llobregat    | Barcelona |
| Cornellà         | Unió Esportiva Cornellà                | 1951     | Cornellà de Llobregat              | el Baix Llobregat    | Barcelona |
| Espanyol B       | Reial Club Deportiu Espanyol B         | 1994     | Sant Adrià de Besòs                | el Barcelonès        | Barcelona |
| Europa           | Club Esportiu Europa                   | 1907     | Barcelona, barri de Gràcia         | el Barcelonès        | Barcelona |
| Gavà             | Club de Futbol Gavà                    | 1921     | Gavà                               | el Baix Llobregat    | Barcelona |
| Gramenet         | Unió Deportiva Atlètica Gramenet       | 1944     | Santa Coloma de Gramenet           | el Barcelonès        | Barcelona |
| Manlleu          | Agrupació Esportiva i Cultural Manlleu | 1933     | Manlleu                            | Osona                | Barcelona |
| Masnou           | Club Deportiu Masnou                   | 1920     | El Masnou                          | el Maresme           | Barcelona |
| Muntanyesa       | Club de Futbol Muntanyesa              | 1927     | Barcelona, barri de La Prosperitat | el Barcelonès        | Barcelona |
| Olot             | Unió Esportiva Olot                    | 1921     | Olot                               | la Garrotxa          | Girona    |
| Pobla de Mafumet | Club de Futbol La Pobla de Mafumet     | 1953     | La Pobla de Mafumet                | el Tarragonès        | Tarragona |
| Prat             | Associació Esportiva Prat              | 1945     | El Prat de Llobregat               | el Baix Llobregat    | Barcelona |
| Rubí             | Unió Esportiva Rubí                    | 1912     | Rubí                               | el Vallès Occidental | Barcelona |
| Santboià         | Futbol Club Santboià                   | 1908     | Sant Boi de Llobregat              | el Baix Llobregat    | Barcelona |
| Terrassa         | Terrassa Olímpica 2010                 | 2010     | Terrassa                           | el Vallès Occidental | Barcelona |
| Vic              | Unió Esportiva Vic                     | 1943     | Vic                                | Osona                | Barcelona |
| Vilafranca       | Futbol Club Vilafranca                 | 1904     | Vilafranca del Penedès             | l'Alt Penedès        | Barcelona |
| Vilanova         | Club de Futbol Vilanova i la Geltrú    | 1944     | Vilanova i la Geltrú               | el Garraf            | Barcelona |

### Grup 6 (País Valencià)
| Equip           | Nom oficial                                | Fundació | Població                | Comarca             | Província |
| --------------- | ------------------------------------------ | -------- | ----------------------- | ------------------- | --------- |
| Acero           | Club Deportivo Acero                       | 1919     | Port de Sagunt, Sagunt  | el Camp de Morvedre | València  |
| Alacant         | Alicante Club de Fútbol                    | 1918     | Alacant                 | l'Alacantí          | Alacant   |
| Altea           | Unión Deportiva Altea                      | 1962     | Altea                   | la Marina Baixa     | Alacant   |
| Alzira          | Unión Deportiva Alzira                     | 1946     | Alzira                  | la Ribera Alta      | València  |
| Barri del Crist | Unión Deportiva Juventud Barrio del Cristo | 1994     | Barri del Crist         | l'Horta Oest        | València  |
| Borriol         | Club de Fútbol Borriol                     | 1952     | Borriol                 | la Plana Alta       | Castelló  |
| Castelló        | Club Deportivo Castellón                   | 1921     | Castelló de la Plana    | la Plana Alta       | Castelló  |
| Catarroja       | Catarroja Club de Futbol                   | 1924     | Catarroja               | l'Horta Sud         | València  |
| Crevillent      | Crevillente Deportivo                      | 1967     | Crevillent              | el Baix Vinalopó    | Alacant   |
| Eldense         | Club Deportivo Eldense                     | 1921     | Elda                    | el Vinalopó Mitjà   | Alacant   |
| Jove Espanyol   | Fútbol Club Jove Español de Sant Vicent    | 2003     | Sant Vicent del Raspeig | l'Alacantí          | Alacant   |
| La Nucia        | Club de Fútbol La Nucía                    | 1995     | La Nucia                | la Marina Baixa     | Alacant   |
| Llosa           | Club Deportivo Llosa                       | 1980     | La Llosa de Ranes       | la Costera          | València  |
| Llevant B       | Levante Unión Deportiva B                  | 1962     | Bunyol                  | la Foia de Bunyol   | València  |
| Mislata         | Mislata Club de Futbol                     | 1932     | Mislata                 | l'Horta Oest        | València  |
| Muro            | Muro Club de Futbol                        | 1930     | Muro d'Alcoi            | el Comtat           | Alacant   |
| Novelda         | Novelda Club de Futbol                     | 1949     | Novelda                 | el Vinalopó Mitjà   | Alacant   |
| Requena         | Sporting Club Requena                      | 1928     | Requena                 | la Plana d'Utiel    | València  |
| Riba-roja       | Ribarroja Club de Fútbol                   | 1942     | Riba-roja de Túria      | el Camp de Túria    | València  |
| Saguntí         | Atlético Saguntino                         | 1951     | Sagunt                  | el Camp de Morvedre | València  |
| Torrevieja      | Fútbol Club Torrevieja                     | 1993     | Torrevella              | el Baix Segura      | Alacant   |
| Vila-real C     | Villarreal Club de Fútbol C                | 2002     | Vila-real               | la Plana Baixa      | Castelló  |

### Grup 11 (Illes Balears)
| Equip             | Nom oficial                      | Fundació | Població                                       | Comarca                | Illa     |
| ----------------- | -------------------------------- | -------- | ---------------------------------------------- | ---------------------- | -------- |
| Alaior            | Club Deportivo Alaior            | 1934     | Alaior                                         | -                      | Menorca  |
| Alcúdia           | Unión Deportiva Alcudia          | 1975     | Alcúdia                                        | el Raiguer             | Mallorca |
| Binissalem        | Club Deportivo Binissalem        | 1914     | Binissalem                                     | el Raiguer             | Mallorca |
| Campos            | Club Esportiu Campos             | 1968     | Campos                                         | Migjorn                | Mallorca |
| Collera           | Unión Deportiva Collerense       | 1987     | Palma, barri d'es Coll d'en Rabassa            | Palma                  | Mallorca |
| Constància        | Club Esportiu Constància d'Inca  | 1922     | Inca                                           | el Raiguer             | Mallorca |
| Espanya           | Club Deportivo España            | 1943     | Llucmajor                                      | el Migjorn             | Mallorca |
| Felanitx          | Club Deportivo Felanitx          | 1943     | Felanitx                                       | el Migjorn             | Mallorca |
| Ferreries         | Club Esportiu Ferreries          | 1923     | Ferreries                                      | -                      | Menorca  |
| Ferrioler         | Club Deportivo Ferriolense       | 1970     | Palma, barri de Son Ferriol                    | Palma                  | Mallorca |
| Illenc            | Unión Deportiva Atlético Isleño  | 1977     | Eivissa                                        | -                      | Eivissa  |
| Llosetí           | Club Deportivo Llosetense        | 1923     | Lloseta                                        | el Raiguer             | Mallorca |
| Mercadal          | Club Esportiu Mercadal           | 1923     | Es Mercadal                                    | -                      | Menorca  |
| Montuïri          | Club Deportivo Montuïri          | 1941     | Montuïri                                       | el Pla de Mallorca     | Mallorca |
| Platges de Calvià | Club de Futbol Platges de Calvià | 1990     | Calvià                                         | la Serra de Tramuntana | Mallorca |
| Poblera           | Unión Deportiva Poblense         | 1935     | Sa Pobla                                       | el Raiguer             | Mallorca |
| Sant Rafel        | Club de Futbol Sant Rafel        | 1968     | Sant Rafel de sa Creu (St. Antoni de Portmany) | -                      | Eivissa  |
| Santa Eulària     | Peña Deportiva Santa Eulalia     | 1945     | Santa Eulària des Riu                          | -                      | Eivissa  |
| Santanyí          | Club Esportiu Santanyí           | 1968     | Santanyí                                       | el Migjorn             | Mallorca |
| Son Ferrer        | Club de Fútbol Son Ferrer        | 1996     | Son Ferrer (Calvià)                            | la Serra de Tramuntana | Mallorca |

## Altres grups, temporada 2011-12

### Grup 1 (Galícia)
| Província  | Nombre | Equips |
| ---------- | ------ | --- |
| A Coruña   | 10     | As Pontes, Bergantiños, Betanzos, Cerceda, Deportivo B, Dorneda, Negreira, Órdenes, Racing de Ferrol, Somozas |
| Pontevedra | 8      | Alondras, Areas, Bouzas, Estradense, Lalín, Pontevedra, Sanxenxo, Villalonga                                  |
| Lugo       | 1      | Vilalbés |
| Ourense    | 1      | Ourense |

### Grup 2 (Astúries)
| Comarca  | Nombre | Equips                                                                      |
| -------- | ------ | --------------------------------------------------------------------------- |
| Oviedo   | 7      | Colloto, Condal, Covadonga, Nalón, Oviedo B, Pumarín, Universidad de Oviedo |
| Gijón    | 4      | Candás, Ceares, Gijón Industrial, Lealtad                                   |
| Avilés   | 3      | Avilés, Cudillero, Navarro                                                  |
| Eo-Navia | 2      | Luarca, Navia                                                               |
| Nalón    | 2      | Langreo, Tuilla                                                             |
| Oriente  | 1      | Llanes                                                                      |
| Caudal   | 1      | Caudal Deportivo                                                            |

### Grup 3 (Cantàbria)
| Comarca          | Nombre | Equips                                                                                        |
| ---------------- | ------ | --------------------------------------------------------------------------------------------- |
| Santander        | 8      | Albericia, Arenas, Bezana, Escobedo, Guarnizo, Rayo Cantabria, Racing de Santander B, Vimenor |
| Besaya           | 4      | Barreda, Buelna, San Martín, Tropezón                                                         |
| Trasmiera        | 4      | Noja, Pontejos, Ribamontán, Siete Villas                                                      |
| Costa Oriental   | 2      | Castro, Laredo                                                                                |
| Costa Occidental | 1      | Barquereño                                                                                    |
| Valles Pasiegos  | 1      | Cayón                                                                                         |

### Grup 4 (Euskadi)
| Territori històric | Nombre | Equips                                                                                                 |
| ------------------ | ------ | --- |
| Biscaia            | 11     | Arenas, Balmaseda, Barakaldo, Basconia, Durango, Gernika, Leioa, Portugalete, Santutxu, Zalla, Zamudio |
| Guipúscoa          | 6      | Beasain, Eibar B, Elgoibar, Hernani, Lagun Onak, Zarautz                                               |
| Àlaba              | 3      | Alavés B, Laudio, Vitoria                                                                              |

### Grup 7 (Madrid)
| Comarca                    | Nombre | Equips |
| -------------------------- | ------ | --- |
| Àrea Metropolitana         | 11     | Alcobendas, Atlético de Madrid C, Fortuna, Fuenlabrada, Móstoles, Parla, Pinto, Pozuelo de Alarcón, Rayo Majadahonda, Trival, Villaviciosa |
| Ciutat de Madrid           | 7      | Colonia Moscardó, Internacional de Madrid, Puerta Bonita, Real Carabanchel, Reial Madrid C, Unión Adarve, Vicálvaro                        |
| Cuenca Alta del Manzanares | 1      | Colmenar Viejo |
| Comarca Sur                | 1      | Navalcarnero |

### Grup 8 (Castella i Lleó)
| Província  | Nombre | Equips                                                                            |
| ---------- | ------ | --------------------------------------------------------------------------------- |
| Lleó       | 6      | Astorga, Bembibre, Cultural Leonesa, Huracán Z, Ponferradina B, Virgen del Camino |
| Burgos     | 3      | CD Burgos, Burgos Promesas, Lermeño                                               |
| Valladolid | 3      | Íscar, Tordesillas, Valladolid B                                                  |
| Palència   | 2      | Aguilar, Cristo Atlético                                                          |
| Salamanca  | 2      | Béjar, Salamanca B                                                                |
| Sòria      | 2      | Almazán, Numancia B                                                               |
| Àvila      | 1      | Real Ávila                                                                        |
| Segòvia    | 1      | La Granja                                                                         |
| Zamora     | 1      | Villaralbo                                                                        |

### Grup 9 (Andalusia OrientaliMelilla)
| Província | Nombre | Equips |
| --------- | ------ | --- |
| Màlaga    | 10     | Alhaurín de la Torre, Antequera, El Palo, Málaga B, Nerja, Marbella, Ronda, San Pedro, Unión Estepona, Vélez |
| Granada   | 5      | Arenas de Armilla, Huétor Tájar, Loja, Maracena, Motril                                                      |
| Almeria   | 3      | Carboneras, Ciudad de Vícar, Comarca de Níjar                                                                |
| Jaén      | 2      | Mancha Real, Martos                                                                                          |
| Melilla   | 1      | Casino del Real                                                                                              |

### Grup 10 (Andalusia OccidentaliCeuta)
| Província | Nombre | Equips                                                                                 |
| --------- | ------ | -------------------------------------------------------------------------------------- |
| Cadis     | 8      | Algeciras, Cádiz B, Conil, Portuense, Puerto Real, San Fernando, San Roque, Sanluqueño |
| Sevilla   | 7      | Alcalá de Guadaira, Antoniano, Coria, Mairena, Marinaleda, Rociera, Sevilla C          |
| Còrdova   | 2      | Córdoba B, Pozoblanco                                                                  |
| Huelva    | 2      | Ayamonte, Recreativo B                                                                 |
| Ceuta     | 1      | Murallas                                                                               |

### Grup 12 (Canàries)
| Illa          | Nombre | Equips                                                                           |
| ------------- | ------ | -------------------------------------------------------------------------------- |
| Gran Canària  | 7      | Estrella, Las Palmas Atlético, Marino, San José, San Pedro, Santa Brígida, Telde |
| Tenerife      | 7      | Charco del Pino, Granadilla, Laguna, Las Zocas, Tenerife B, Vera, Victoria       |
| La Palma      | 4      | Mensajero, San Andrés, Tenisca, Tijarafe                                         |
| Fuerteventura | 1      | Corralejo                                                                        |
| Lanzarote     | 1      | Lanzarote                                                                        |

### Grup 13 (Múrcia)
| Comarca           | Nombre | Equips                                             |
| ----------------- | ------ | -------------------------------------------------- |
| Horta de Múrcia   | 4      | Costa Cálida, Real Murcia B, Plus Ultra, Santomera |
| Alt Guadalentí    | 3      | Águilas, La Hoya, Pulpileño(1)                     |
| Camp de Cartagena | 3      | Cartagena FC, Esperanza, Minera                    |
| Alt Segura        | 2      | Abarán, Cieza                                      |
| Altiplà           | 2      | Jumilla, Yeclano                                   |
| Mar Menor         | 2      | Mar Menor, Pinatar                                 |
| Baix Guadalentí   | 1      | Bala Azul                                          |
| Comarca Oriental  | 1      | Fortuna                                            |
| Segura Mitjà      | 1      | Molina                                             |

(1): El Pulpileño juga a la localitat de Pulpí (Almeria) però té la seu social a la localitat de Pozo de la Higuera, a cavall entre Múrcia i Andalusia. Per aquesta raó està enquadrat al grup 13 (murcià) i no al 9 (andalús-oriental).

### Grup 14 (Extremadura)
| Província | Nombre | Equips |
| --------- | ------ | --- |
| Badajoz   | 13     | Díter Zafra, Don Benito, Extremadura, Hernán Cortés, Jerez, Mérida, Pueblonuevo, San José, Santa Amalia, Sanvicenteño, UD Badajoz, Valdelacalzada, Villafranca |
| Càceres   | 7      | Arroyo, Chinato, Ciudad de Plasencia, Coria, Miajadas, Moralo, UP Plasencia                                                                                    |

### Grup 15 (Navarra)
| Merindad | Nombre | Equips                                                   |
| -------- | ------ | -------------------------------------------------------- |
| Pamplona | 6      | Burladés, Chantrea, Iruña, Oberena, Pamplona, San Juan   |
| Tudela   | 6      | Aluvión, Cirbonero, Cortes, Lourdes, Murchante, Tudelano |
| Sangüesa | 4      | Aoiz, Huarte, Mutilvera, Valle de Egüés                  |
| Estella  | 2      | Idoya, Izarra                                            |
| Olite    | 2      | Azkoyen, Peña Sport                                      |

### Grup 16 (La Rioja)
| Zona          | Nombre | Equips                                                                                |
| ------------- | ------ | ------------------------------------------------------------------------------------- |
| Rioja Mitjana | 8      | Agoncillo, Berceo, Calasancio, SD Logroñés, UD Logroñés B, San Marcial, Tedeón, Varea |
| Rioja Baixa   | 6      | Arnedo, Calahorra, CD Alfaro, Ciudad de Alfaro, Pradejón, River Ebro                  |
| Rioja Alta    | 4      | Anguiano, Bañuelos, Haro, Náxara,                                                     |
| Àlaba         | 1      | Oyonesa(1)                                                                            |
| Navarra       | 1      | Vianés(1)                                                                             |

(1): L'Oyonesa (d'Oyón) i el Vianés (de Viana) juguen al grup de La Rioja per la proximitat d'aquestes poblacions a la ciutat de Logroño (5 i 9 km respectivament).

### Grup 17 (Aragó)
| Zona                   | Nombre | Equips                                                               |
| ---------------------- | ------ | -------------------------------------------------------------------- |
| Província de Saragossa | 8      | Calatayud, Cuarte, Ejea, Quinto, Tarazona, Tauste, Utebo, Villanueva |
| Ciutat de Saragossa    | 6      | Ebro, Giner, Oliver, San José, Universidad de Zaragoza, Valdefierro  |
| Província d'Osca       | 6      | Barbastro, Binèfar, Monzón, Robres, Sabiñánigo, Sariñena             |

### Grup 18 (Castella-La Manxa)
| Província   | Nombre | Equips                                                                                |
| ----------- | ------ | ------------------------------------------------------------------------------------- |
| Albacete    | 6      | Albacete B, Almansa, Hellín, Ibañés, La Gineta, Villarrobledo                         |
| Ciudad Real | 6      | Gimnástico de Alcázar, Manzanares, Puertollano B, Socuéllamos, Tomelloso, Villarrubia |
| Toledo      | 5      | Carranque, Illescas, Madridejos, Talavera, Illescas                                   |
| Guadalajara | 2      | Azuqueca, Marchamalo                                                                  |
| Conca       | 1      | Quintanar del Rey                                                                     |